# 田畑章
田畑 章（たばた あきら、1954年（昭和29年）1月12日 - ）は、日本の実業家、起業家。一般社団法人倫理研究所理事、日本作家クラブ名誉理事、日本音楽著作権協会 (JASRAC)会員。著作活動をする際は「田端彰」のペンネームを使用している。

## 来歴
大分県中津市で兼業農家の三男として生まれる。
1972年（昭和47年）3月、三菱レイヨンに入社する。
1992年（平成4年）1月16日、株式会社ウエルネス（2001年に株式会社オールコーポレーションに改称）を設立する。同社では活性酸素の抑制に着目した健康食品「Sオール」の製造販売を手がけた。1994年（平成6年）6月26日には、化粧品製造販売業の株式会社ラヴェリオを設立した。
以後、下記の企業を設立した。
- 2007年（平成19年） - 株式会社ラヴェリオリンクスタッフ（労働者派遣事業）
- 2008年（平成20年） - 株式会社五育（医療機器販売）
- 2014年（平成26年） - ゴイク電池株式会社[1]（バッテリー・マネジメント・システム開発）、株式会社エーオーエル（医療用サプリメント製造販売）
- 2018年（平成30年） - 銀座ラヴェリオ株式会社（小売向け健康食品および化粧品販売）

2014年（平成24年）4月18日、東久邇宮記念賞を受賞した。

## 著作

### 著書
- 『明日への挑戦 第一章 起業編』オール編集室　2004年（平成16年）
- 『明日への挑戦 第二章 立志編』オール編集室　2007年（平成19年）
- 『明日への挑戦 第三章 開拓編』オール編集室　2008年（平成20年）
- 『明日への挑戦 第四章 翌檜編』オール編集室　2009年（平成21年）
- 『物の見方・考え方 第一集』株式会社オールコーポレーション　2002年（平成14年）５月
- 『物の見方・考え方 第二集』株式会社オールコーポレーション　2002年（平成14年）11月
- 『物の見方・考え方 第三集』株式会社オールコーポレーション　2006年（平成18年）７月
- 『物の見方・考え方 第四集』株式会社オールコーポレーション　2011年（平成23年）２月

### 作詞
- 『生涯青春』作詞:田端彰　作曲:RYUJI
- 『ラヴェリオ ～君に愛を～』作詞:田端彰　作曲:RYUJI
- 『万里にひびけ』作詞:田端彰　作曲:吉見勝　編曲：Lumi